# Акаба
Акаба (на арабски: العقبة) е курортен и пристанищен град в Йордания, разположен на Червено море. Населението му е 148 398 души (2015 г.).
Градът има стратегическо значение за Йордания, тъй като е нейното единствено пристанище. Ежегодно приема хиляди туристи, наслаждаващи се на топлите води и пясъчни плажове.
В залива, където се намира градът, са открити над 140 вида корали, а също и около 40 вида морски животни, които се срещат само тук.
Интерес представлява и битът на местното бедуинско население, съхранило много от древните си обичаи в ежедневието си.

## Побратимени градове
- Варна, България
- Санкт Петербург, Русия от 2003 г.